# Riel (Zesgehuchten)
Riel is een buurtschap in de gemeente Eindhoven, aan de gemeentegrens met Geldrop.
Het was een van de zes gehuchten in de gemeente Zesgehuchten; in 1921 werd die geannexeerd door Geldrop, maar in 1972 werd het westelijke deel, inclusief Riel, bij de gemeente Eindhoven gevoegd. Sindsdien ressorteert het onder stadsdeel  Stratum.

## Toponymie
Er zijn nogal wat betekenissen aangedragen over de herkomst en betekenis van de naam Riel. Voor de benaming Riel wordt bijvoorbeeld een herkomst gezocht in het middeleeuws Latijnse woord rigola, wat waterloop betekent en er wordt ook een verband gezocht met het oud middeleeuws woord rigil, wat richel of reling betekent. Meer aannemelijk echter is de verklaring dat de naam Riel ontstaan is uit rietlo, een samenstelling van de woorden riet en lo en dus riet op een open plek in het bos betekent.

## Geschiedenis
Riel wordt voor het eerst vermeld in 1296, maar is waarschijnlijk van oudere datum. Gebouwen uit die tijd bestaan echter niet meer, alle gebouwen zijn van na 1832.
Opgravingen tonen aan dat Riel in ieder geval vanaf de late Middeleeuwen (1325) bewoond moet zijn geweest. De oorspronkelijke bebouwing was gelegen op een hoogte nabij het beekje de Lakerloop.
In de loop van de geschiedenis is hier sprake geweest van een omgracht Speelhuis, wat een jachthuis was uit omstreeks 1700, dat in 1887 tot boerderij werd verbouwd. De laatste resten hiervan zijn in 1945 afgebrand. Ook is hier sedert het einde van de 15e eeuw een kapel geweest die aan Sint-Antonius Abt was gewijd. Deze kapel is enkele malen verwoest, en in 1648 gesloten.

## Beschermd dorpsgezicht
In 1987 is het gehucht Riel door de Rijksdienst voor de Monumentenzorg aangewezen als beschermd dorpsgezicht. Ook zijn een aantal van de langgevelboerderijen aangewezen als Rijksmonument. Dit betreft Riel 2, Riel 13, en Riel 14.
De historische waarde van Riel volgt uit het feit dat het een van de weinige oude agrarische nederzettingen in Brabant is, die haar oorspronkelijke karakter heeft behouden. Dit komt doordat de meeste hoeven op dezelfde plaats werden gebouwd als hun voorgangers. Ook de wegenstructuur is goeddeels intact gebleven. In 1876 was er een grote brand, zodat er vrijwel geen bouwwerken meer zijn die ouder zijn dan dit jaar. Ook in 1923 woedde er een brand. De oudste boerderij van Riel dateert uit 1865.
In de omgeving werkt het Brabants Landschap aan het behoud en herstel van de natuur en het oude cultuurlandschap van de Gijzenrooise Zegge.
Er wordt momenteel gewerkt aan een bestemmingsplan om het karakter van Riel te behouden

## Externe link

Een panorama van beschermd dorpsgezicht Riel